# Ромашка римская
Рома́шка ри́мская, или Пупа́вка благоро́дная, или Хамеме́люм благородный (лат. Chamaemélum nóbile) — многолетнее травянистое растение; вид рода Хамемелюм (Chamaemelum) семейства Астровые (Asteraceae), типовой вид этого рода. Лекарственное растение.

## Название
Среди многочисленных русских названий растения — римская ромашка, ромашка садовая, ромен, пупавка, пуговник, стоцвет.

## Ботаническое описание
Сильно пахнущее растение.

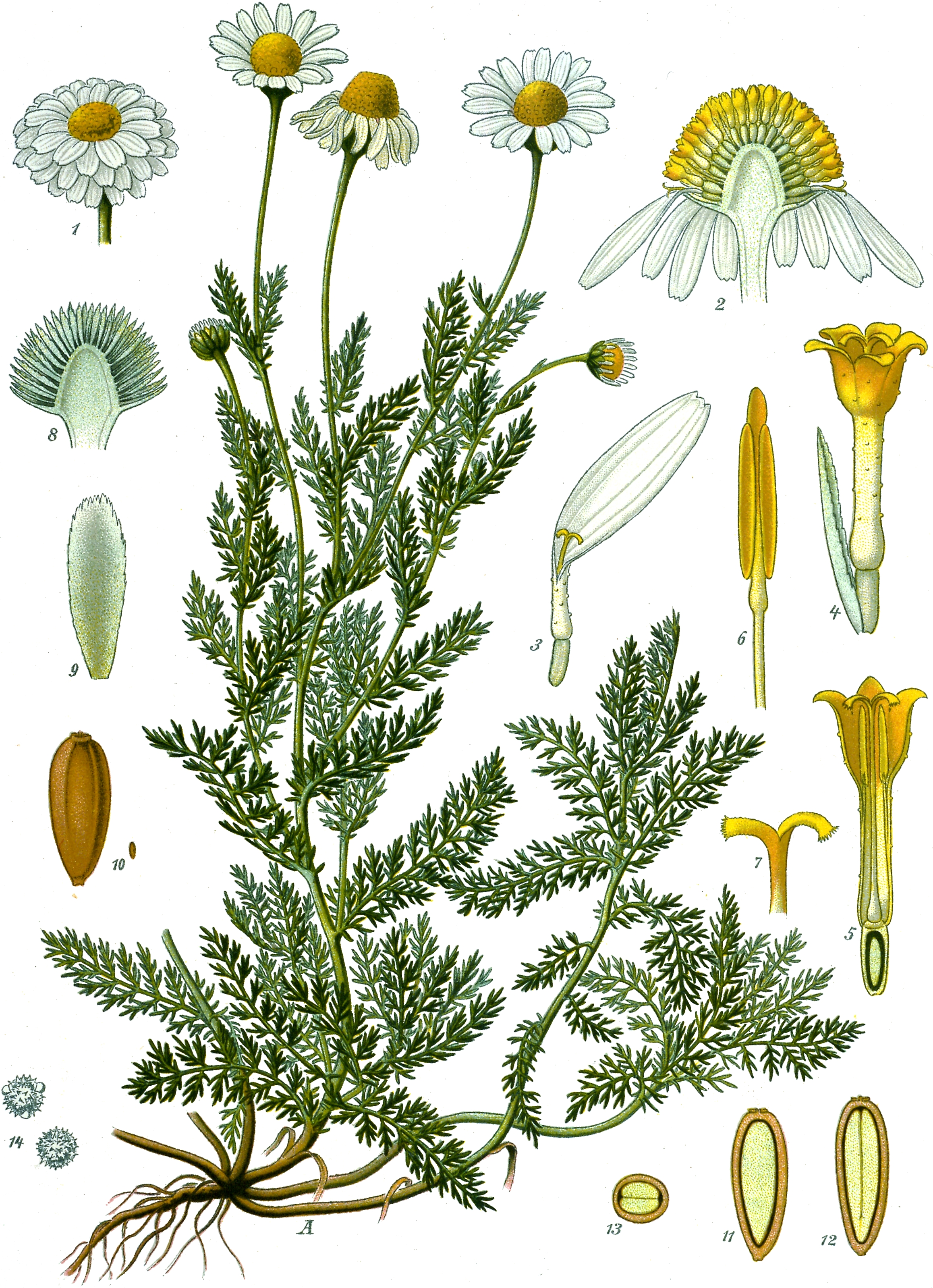

Стебли 10—30 см высотой, прямостоячие либо восходящие, разветвлённые.
Листья сидячие, с дважды- или трижды-перисторассечёнными продолговатыми или линейно-продолговатыми прилистниками 1—6 см длиной и 4—15 мм шириной.
Корзинки одиночные, обёртки 3—6 мм в высоту, 6—12 мм в диаметре, язычковые цветки белого цвета, трубчатые — жёлтые.
Время цветения — с июля по сентябрь.

## Хозяйственное значение и применение
Римская ромашка разводится как лекарственное и декоративное растение.
Имеет декоративные махровые формы.

### Целебное действие
Свойства: бактерицидное, успокаивающее, желчегонное, противовоспалительное, противоспазматическое, болеутоляющее.
Косметическое действие
В кремах для рук смягчает кожу, заживляет трещины. Полезна при куперозе. Убирает мешки под глазами, удаляет отёчность с лица.

## Ботаническая классификация

### Таксономия
Вид Ромашка римская входит в род Хамемелюм (Chamaemelum) семейства Астровые (Asteraceae) порядка Астроцветные (Asterales).
|  |                      |  |                                           |                                           |                       |  | подсемейство Цикориевые | подсемейство Цикориевые                            |                                                    |  |  |  | ещё более 100 родов | ещё более 100 родов |  |  |
|  |                      |  |                                           |                                           |                       |  | подсемейство Цикориевые | подсемейство Цикориевые                            |                                                    |  |  |  | ещё более 100 родов | ещё более 100 родов |  |  |
|  |                      |  |                                           | семейство Астровые                        |                       |  |                         |                                                    | триба Пупавковые                                   |  |  |  |                     | вид Ромашка римская |  |  |
|  |                      |  |                                           | семейство Астровые                        |                       |  |                         |                                                    | триба Пупавковые                                   |  |  |  |                     | вид Ромашка римская |  |  |
|  | порядок Астроцветные |  |                                           |                                           | подсемейство Астровые |  |                         |                                                    | род Хамемелюм                                      |  |  |  |                     |                     |  |  |
|  | порядок Астроцветные |  |                                           |                                           |                       |  |                         |                                                    |                                                    |  |  |  |                     |                     |  |  |
|  |                      |  | ещё 12 семейств (согласно Системе APG II) | ещё 12 семейств (согласно Системе APG II) |                       |  |                         | ещё 22 трибы, в том числе Астровые, Крестовниковые | ещё 22 трибы, в том числе Астровые, Крестовниковые |  |  |  | ещё около 15 видов  |                     |  |  |
|  |                      |  |                                           | ещё 12 семейств (согласно Системе APG II) |                       |  |                         |                                                    | ещё 22 трибы, в том числе Астровые, Крестовниковые |  |  |  |                     |                     |  |  |

### Синонимы
Длительное время таксономическое положение вида оставалось неустойчивым, разные авторы включали таксон в разные роды, эта ситуация стала одной из причин образования обширной синонимики:
- Anacyclus aureus L.
- Anacyclus nobilis L. ex B.D.Jacks.
- Anthemis aurea DC.
- Anthemis nobilis L. basionym
- Anthemis santolinoides Munby
- Chamaemelum nobile f. discoideum (Boiss. ex Willk.) Benedí
- Chamaemelum nobile var. discoideum (Boiss.) P.Silva
- Chamaemelum romanum Garsault, nom. inval.
- Chamomilla nobilis Godr.
- Ormenis nobilis (L.) J.Gay ex Coss. & Germ.
- Ormenis nobilis subsp. aurea (L.) Maire